# Maccaffertium meririvulanum
Maccaffertium meririvulanum är en dagsländeart som först beskrevs av Frank Louis Carle och Lewis 1978.  Maccaffertium meririvulanum ingår i släktet Maccaffertium och familjen forsdagsländor. Inga underarter finns listade i Catalogue of Life.

## Bildgalleri

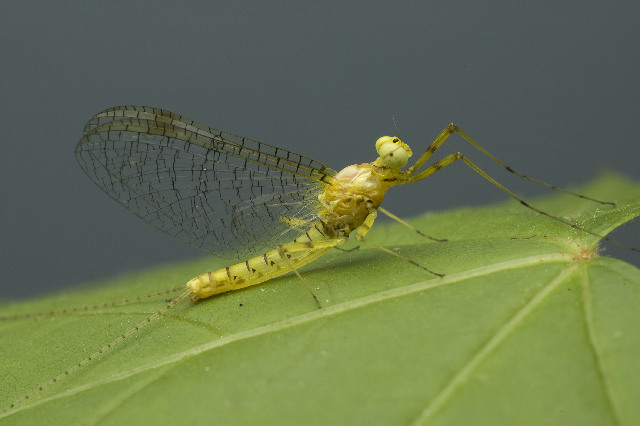